# Primera División de Chile 1987

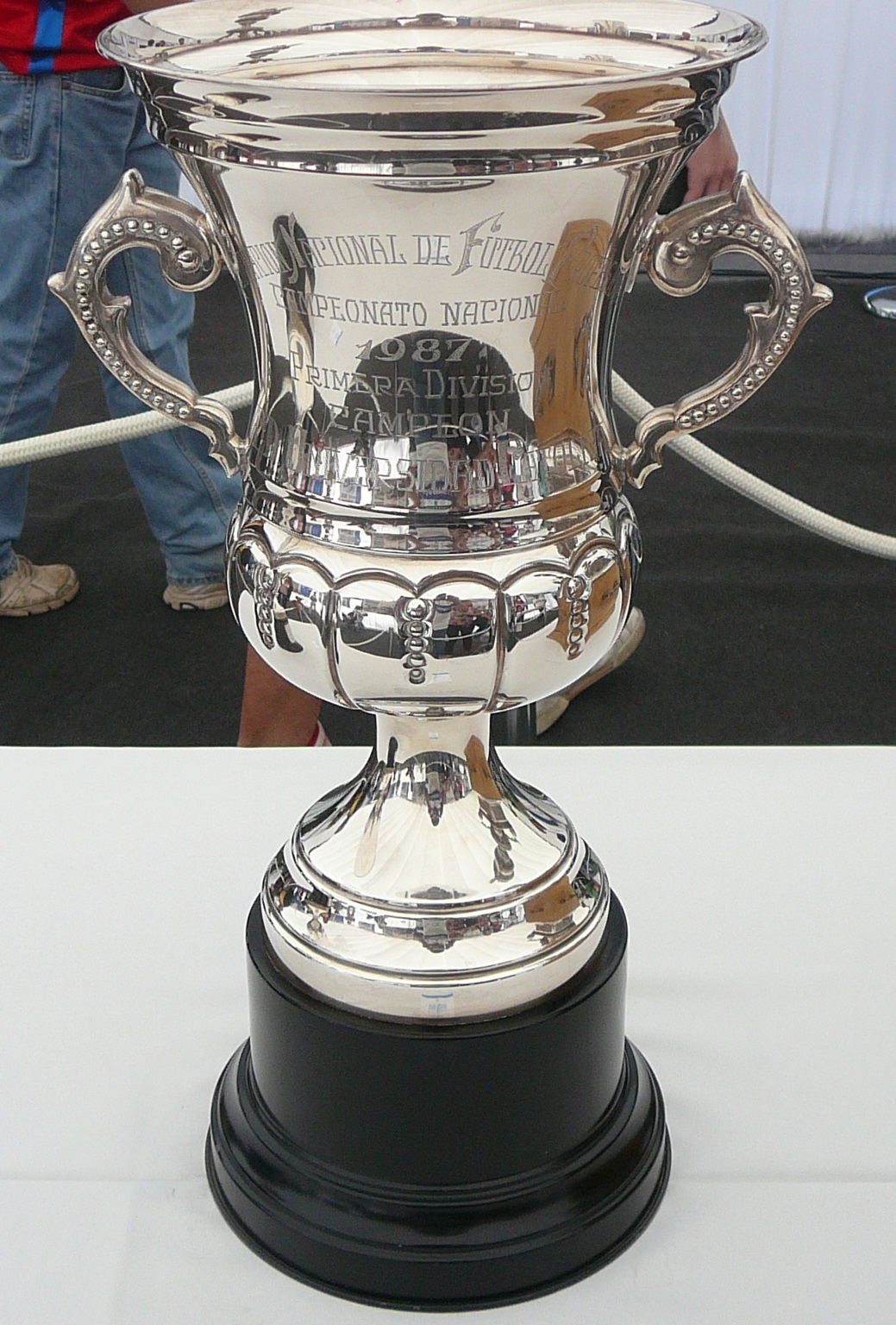

Primera División de Chile 1987 var den chilenska högstaligan i fotboll för herrar för säsongen 1987, som slutade med att Universidad Católica vann för sjätte gången.

## Kvalificering för internationella turneringar
- Copa Libertadores 1988
  - Vinnaren av Primera División: Universidad Católica
  - Vinnaren av Liguilla Pre-Libertadores: Colo-Colo

## Sluttabell
| Plac. | Lag                  | S  | V  | O  | F  | GM | IM | MSK | Poäng |
| ----- | -------------------- | -- | -- | -- | -- | -- | -- | --- | ----- |
| 1     | Universidad Católica | 30 | 21 | 7  | 2  | 51 | 16 | 35  | 49    |
| 2     | Colo-Colo            | 30 | 14 | 11 | 5  | 44 | 28 | 16  | 39    |
| 3     | Cobreloa             | 30 | 13 | 12 | 5  | 44 | 32 | 12  | 38    |
| 4     | Cobresal             | 30 | 11 | 12 | 7  | 44 | 38 | 6   | 34    |
| 5     | Universidad de Chile | 30 | 10 | 11 | 9  | 49 | 33 | 16  | 31    |
| 6     | Naval                | 30 | 10 | 10 | 10 | 39 | 33 | 6   | 30    |
| 7     | Everton              | 30 | 9  | 11 | 10 | 32 | 32 | 0   | 29    |
| 8     | Fernández Vial       | 30 | 9  | 11 | 10 | 32 | 32 | 0   | 29    |
| 9     | Palestino            | 30 | 9  | 11 | 10 | 46 | 57 | -11 | 29    |
| 10    | Huachipato           | 30 | 10 | 8  | 12 | 30 | 37 | -7  | 28    |
| 11    | Deportes Iquique     | 30 | 10 | 7  | 13 | 34 | 44 | -10 | 27    |
| 12    | Unión Española       | 30 | 8  | 10 | 12 | 29 | 34 | -5  | 26    |
| 13    | Deportes Concepción  | 30 | 7  | 12 | 11 | 31 | 40 | -9  | 26    |
| 14    | Lota Schwager        | 30 | 9  | 8  | 13 | 24 | 33 | -9  | 26    |
| 15    | Rangers              | 30 | 9  | 7  | 14 | 34 | 47 | -13 | 25    |
| 16    | San Luis             | 30 | 3  | 8  | 19 | 19 | 43 | -24 | 14    |

|  | Mästare och kvalificerade till Copa Libertadores 1988. |
|  | Kvalificerade till Liguilla Pre-Libertadores.          |
|  | Till nedflyttningskval.                                |
|  | Nedflyttade till Segunda División.                     |

| Primera División Vinnare av Primera División 1987 |
| ------------------------------------------------- |
| Chile                                             |
| Universidad Católica 6:e titeln                   |

## Liguilla Pre-Libertadores
| Plac. | Lag                  | S | V | O | F | GM | IM | MSK | Poäng |
| ----- | -------------------- | - | - | - | - | -- | -- | --- | ----- |
| 1     | Colo-Colo            | 3 | 2 | 1 | 0 | 5  | 0  | 5   | 5     |
| 2     | Cobreloa             | 3 | 2 | 0 | 1 | 2  | 3  | -1  | 4     |
| 3     | Universidad de Chile | 3 | 1 | 1 | 1 | 1  | 1  | 0   | 3     |
| 4     | Cobresal             | 3 | 0 | 0 | 3 | 0  | 4  | -4  | 0     |

## Nedflyttningskval
Lota Schwager mötte O'Higgins, från den näst högsta divisionen, och förlorade och får därmed spela i Segunda División (näst högsta divisionen) kommande säsong medan O'Higgins flyttas upp till Primera División inför säsongen 1988.